# Sirius (stjerne)
 For alternative betydninger, se Sirius. (Se også artikler, som begynder med Sirius)
Sirius (eller Alfa Canis Majoris) er himlens klareste stjerne og hovedstjernen i stjernebilledet Store Hund. Af den grund kendes den også som Hundestjernen. Sirius, som befinder sig 8,61 lysår fra vores eget solsystem, er en dobbeltstjerne; den synlige stjerne og en yderst svag "ledsagestjerne" kredser rundt om hinanden. Ledsageren hedder formelt Sirius B, men omtales også som Hvalpen.

## Sirius og "hvalpen"
Friedrich Bessel opdagede i 1844 at Sirius' egenbevægelse foran fjernere liggende stjerner ikke er helt jævn, men at stjernen "svajer" lidt fra side til side. Han gættede på at Sirius og en anden, meget svag men temmelig tung stjerne kredsede om hinanden, og regnede sig ud fra Sirus' "slingren" frem til hvor denne svage ledsager måtte være. Og i 1862 så kikkertbyggeren Alvin Clark ledsageren, mens han var ved at afprøve en spejlkikkert.
I 1915 optog Walter Sydney Adams et spektrum af den lille ledsagerstjerne, og fandt ud af at den var temmelig varm, varmere end vores egen Sol: Derfor måtte den også udsende mere lys pr. arealenhed, men da stjernen samtidig er temmelig svag, må den også være temmelig lille, dvs. have et lille overfladeareal. Sirius B er formodentlig mindre end planeterne Uranus og Neptun.